# Luna (Cluj)
Luna (veraltet Luna de Arieș, Luna Arieșana; deutsch Lone, ungarisch Aranyoslóna oder Gerendlóna) ist eine Gemeinde im Kreis Cluj in der Region Siebenbürgen in Rumänien.

## Lage
Luna liegt im äußersten Südosten des Kreises Cluj, am rechten Ufer des Flusses Arieș, kurz vor dessen Einmündung in den Mureș. Die Kreishauptstadt Cluj-Napoca befindet sich etwa 40 km (Luftlinie) nordwestlich von Luna. 

## Geschichte
Der Ort wurde 1270 unter der Bezeichnung Lona erstmals urkundlich erwähnt. Er gehörte damals zum Königreich Ungarn. In Dokumenten aus dem 16. Jahrhundert ist bereits von einer vorwiegend rumänischen Bevölkerung die Rede. 1651 wurde bei Unruhen der Ort durch ein Feuer weitgehend vernichtet. Luna machte danach über mehrere Jahrzehnte eine schwere Krise durch; 1710 wütete die Pest, 1717 fielen Tataren ein. 1784 beteiligten sich leibeigene Bauern aus Luna am Aufstand unter Horea.
Im September 1848 versammelten sich in Luna rumänische Bauern aus acht Dörfern, um gegen die Einberufung in die ungarische Revolutionsarmee zu protestieren. Am 12. September verübte diese unter den Bauern ein Massaker, das 30 Todesopfer forderte. Seit dem Ende des Ersten Weltkrieges gehört Luna, wie ganz Siebenbürgen, zu Rumänien.

## Bevölkerung
Um 1720 lebten im Dorf Luna – ohne die heute eingemeindeten Dörfer – 36 Familien, was etwa 200 Einwohnern entsprechen dürfte. 1750 wohnten bereits 777 Menschen im Ort. Bei der Volkszählung 2002 lebten in der Gesamtgemeinde 4450 Menschen, davon 3835 Rumänen, 456 Ungarn, 155 Roma und 2 Deutsche.

## Sehenswürdigkeiten
- Reformierte Kirche (13. Jahrhundert) im eingemeindeten Dorf Luncani (Neusatz)
- Rumänisch-orthodoxe Kirche Sf. Arhangheli Mihail și Gavriil (15. Jahrhundert) in Luncani
- Schloss der Adelsfamilie Kemény (18. Jahrhundert) in Luncani